# Tulpbrug
De Tulpbrug (brug 255) is een vaste brug in Amsterdam, op de grens van de stadsdelen Centrum en Oost.
De brug vormt de verbinding tussen het Professor Tulpplein met het Amstel Hotel en de Huddekade enerzijds en de Weesperzijde anderzijds. Ze overspant de Singelgracht. Het zuidelijke brughoofd van de Tulpbrug komt uit in het talud van viaduct 325 en de Torontobrug aan de Mauritskade.
Er kwam hier in 1883 een ijzeren brug vanwege de aanleg van een tramlijn, die ging rijden tussen het Professor Tulpplein en de andere eindhalte aan de Grensstraat en vanaf 1885 tot aan de remise nabij de huidige Schollenbrug (Schulpbrug). Toen de paardentram vervangen werd door een elektrische tram, het is dan 1903, werd de brug versterkt. In 1942 verdween de tram hier weer. Deze brug verdween eind jaren zestig bij de aanleg van de Torontobrug. Deze moest dermate hoog worden dat het talud de brug 255 volledig zou blokkeren. De brug 255 werd gesloopt en werd vervangen door een betonnen modern exemplaar. Het werd tevens gedegradeerd van verkeersbrug tot voetgangers- en fietsersbrug. De Tulpbrug heeft in haar brugpijlers, de brugpijlers van de Torontobrug in het klein. Het gehele systeem aan drie bruggen is afkomstig van architect Dick Slebos, werkend voor de Dienst der Publieke Werken; de drie bruggen werden in een bouwproject aanbesteed en gebouwd.
In 1943 had Piet Kramer een ontwerp gemaakt voor een nieuwe brug, maar dat werd niet overgenomen. De Tulpbrug is net als het Professor Tulpplein en Tulpdwarsstraat vernoemd naar Nicolaas Tulp.

## Afbeeldingen

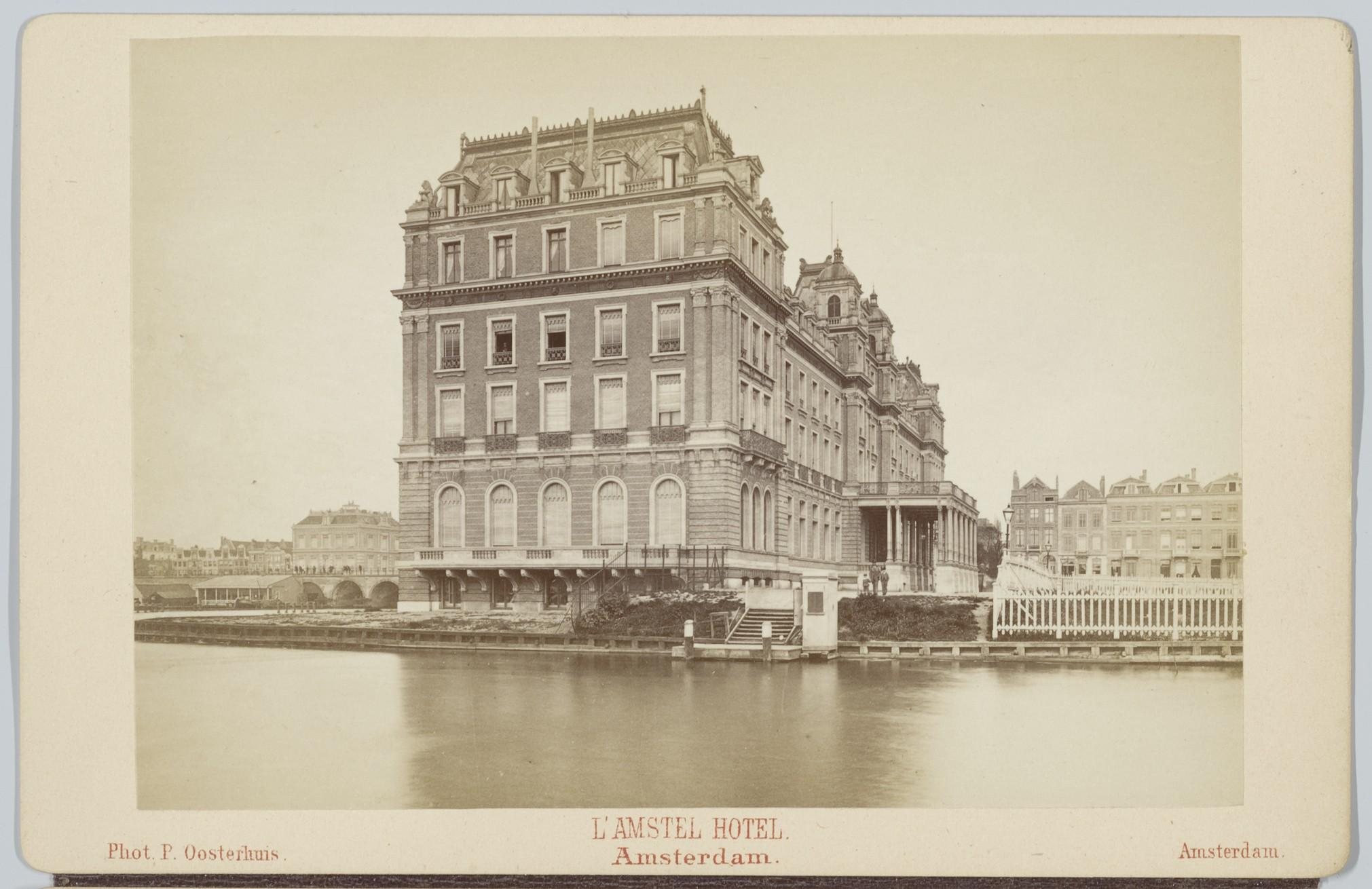
Amstel Hotel zonder brug door Pieter Oosterhuis
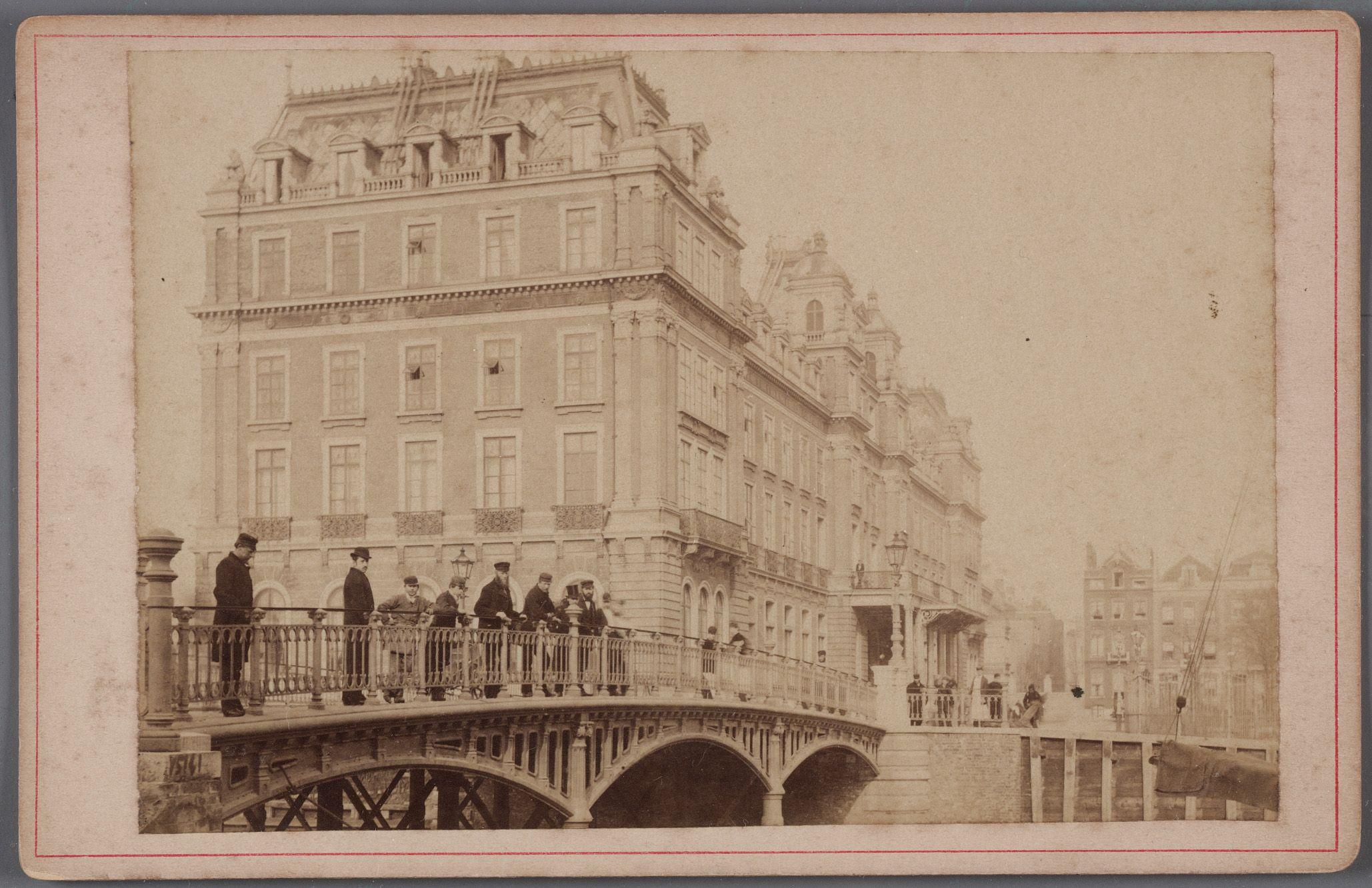
Amstel Hotel met oude brug (1883), eveneens door Pieter Oosterhuis
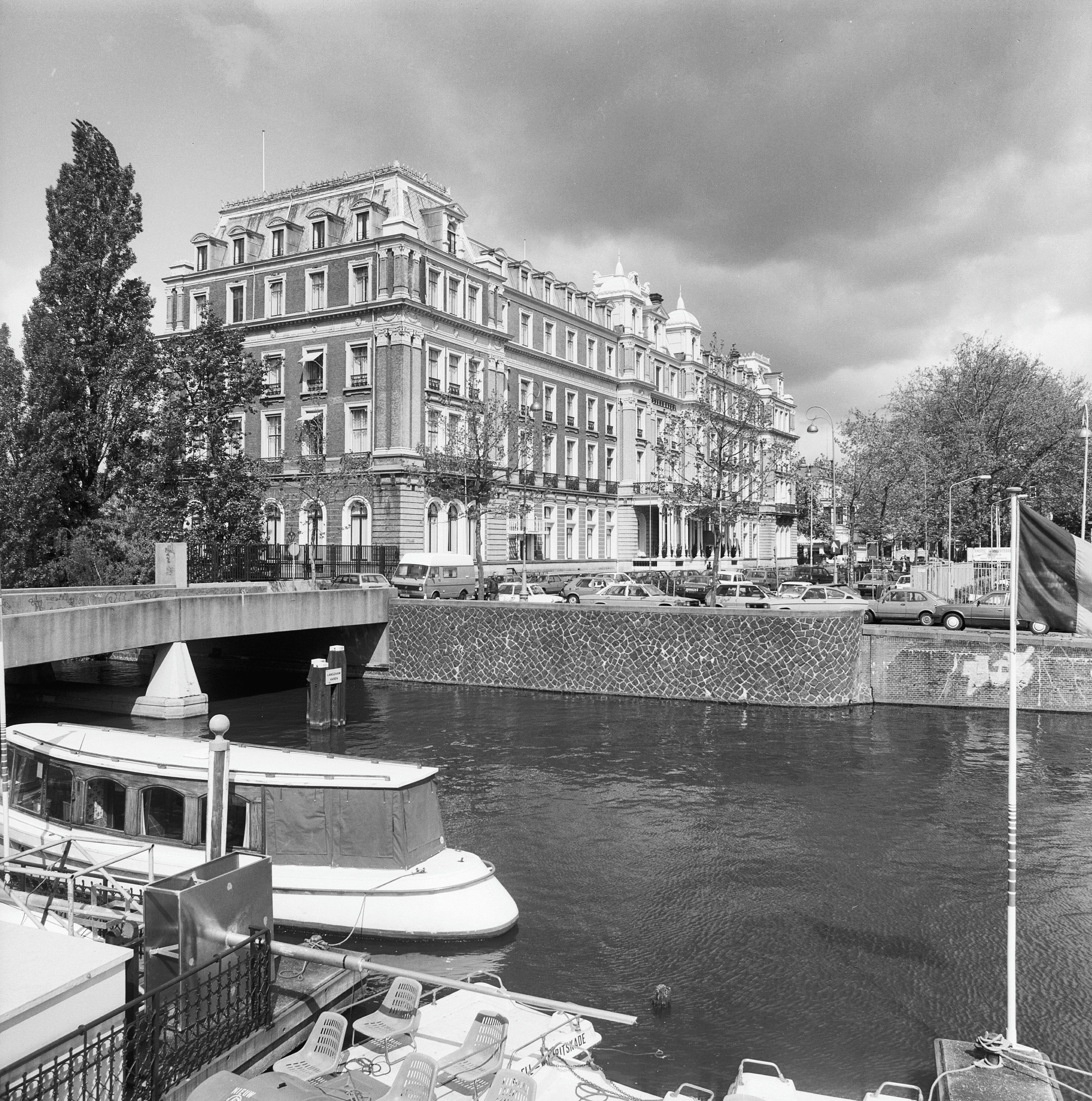
Tulpburg in 1987
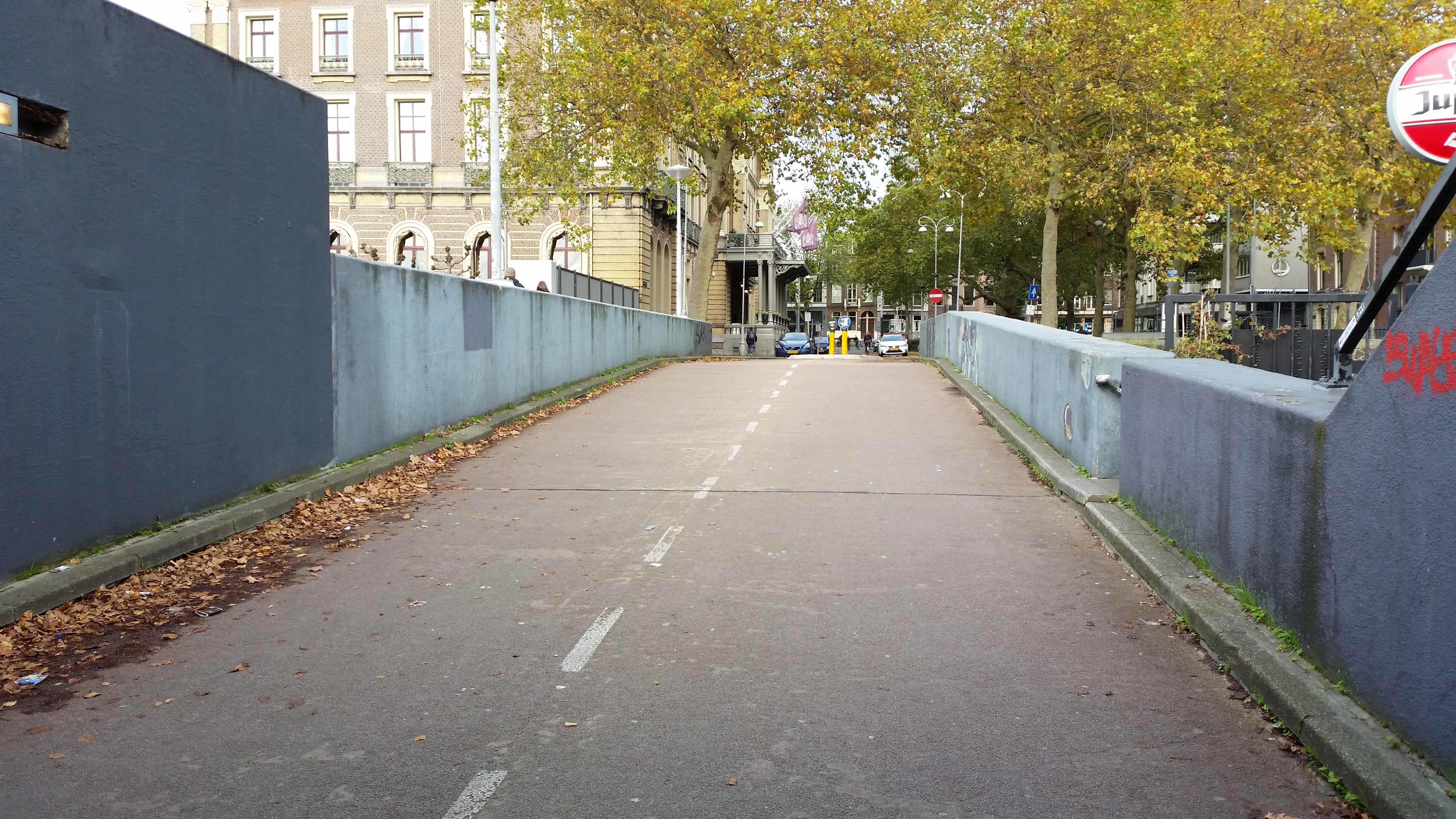
Tulpbrug richting Amstelhotel (oktober 2019)

<<< · 200 · 201 · 202 · 203 · 204 · 205 · 206 · 207 · 208 · 209 ·  210 · 211 · 212 · 213 · 214 · 215 · 216 · 217 · 218 · 220 · 221 · 222 · 223 · 224 · 225 · 226 · 227 · 228 · 228P · 229 · 230 · 231 · 232 · 233 · 234 · 235 · 236 · 237 · 238 · 239 ·  240 · 241 · 242 · 243 · 244 · 245 · 246 · 247 · 248 · 249 ·  250 · 251 · 252 · 253 · 254 · 255 · 256 · 257 · 258 · 259 · 260 · 261 · 262 · 263 · 264 · 265 · 266 · 267 · 270 · 271 · 272 · 273 · 274 · 275 · 277 · 278 · 279 · 280 · 281 · 283 · 285 · 286 · 287 · 288 · 289 · 290 · 291 · 292 · 293 · 295 · 296 · 297 · 298 · 299 · >>>
Brugnummers 219, 268, 269, 276, 282, 284, 294 zijn niet (meer) in omloop.